# ویلیام هیو کلیفورد فرند
ویلیام هیو کلیفورد فرند (انگلیسی: W. H. C. Frend; ۱۱ ژانویهٔ ۱۹۱۶ – ۱ اوت ۲۰۰۵) مورخ، و باستان‌شناس اهل بریتانیا بود.
وی همچنین برندهٔ جوایزی همچون عضو آکادمی بریتانیا شده‌است.